# یواس‌اس اسفینکس (ای‌آرال-۲۴)
یواس‌اس اسفینکس (ای‌آرال-۲۴) (به انگلیسی: USS Sphinx (ARL-24)) یک کشتی است که طول آن ۳۲۸ فوت (۱۰۰ متر) می‌باشد. این کشتی در سال ۱۹۴۵ ساخته شد.